# Javier Ramos López
Javier Ramos López (Madrid, 1966) es un ingeniero, profesor y catedrático universitario español, rector de la Universidad Rey Juan Carlos entre el 3 de marzo de 2017 y el 7 de mayo de 2025, siendo sucedido por Abraham Duarte Muñoz.

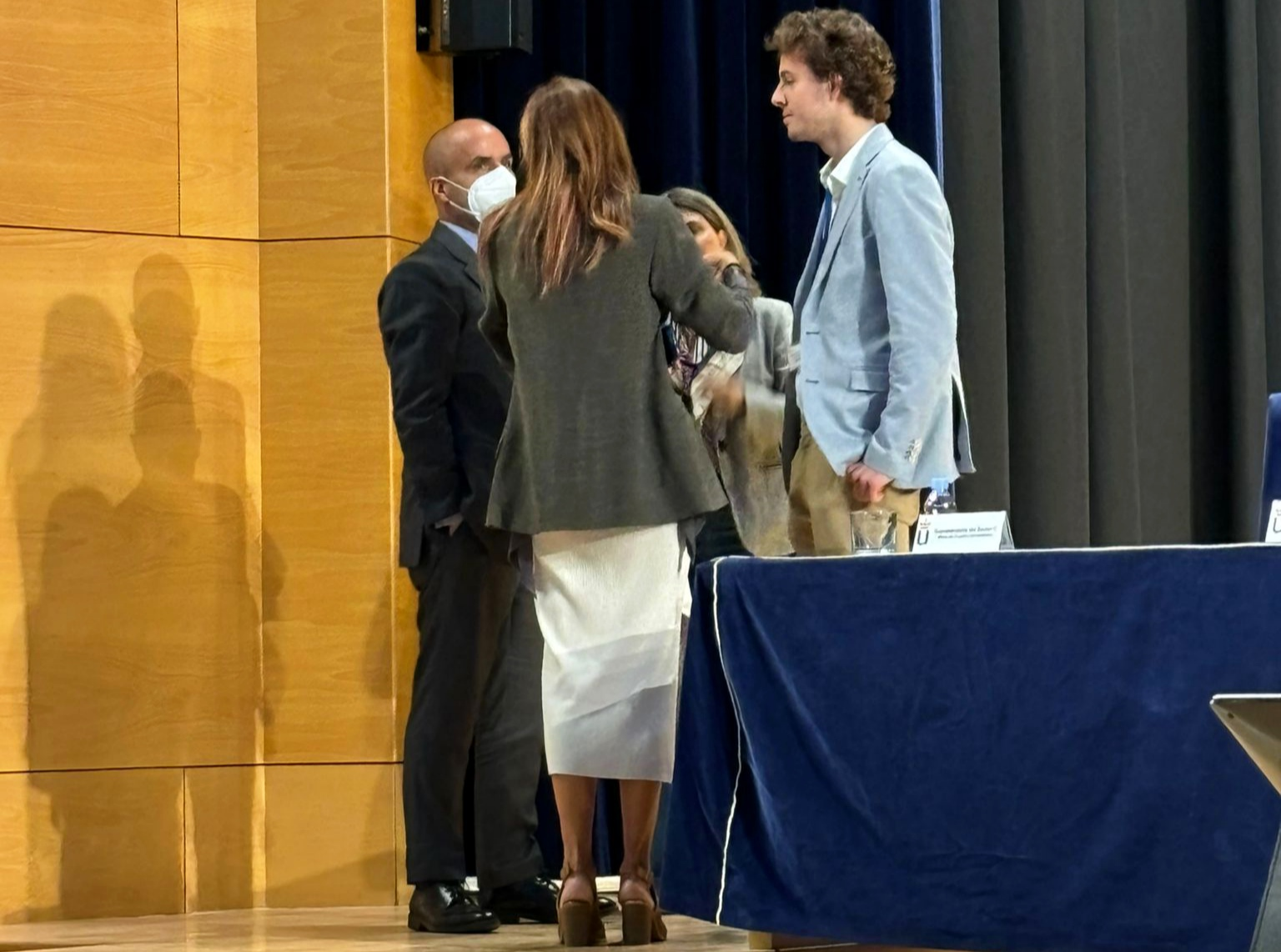
Javier Ramos López (izquierda), dialogando con los miembros de la Mesa regente de Claustro Universitario durante la última sesión que presidió, en sesión ordinaria del 1 de octubre de 2024

## Biografía
Inició sus estudios en Ingeniería de Telecomunicaciones en la Universidad Politécnica de Madrid (1984-1990). Entre 1992 y 1995 realizó su doctorado, finalizándolo como investigador posdoctoral en la Universidad de Purdue, en Estados Unidos, hasta el año 1997. Recibió el premio Ericsson a la mejor tesis doctoral otorgado por el Colegio Oficial de Ingenieros de Telecomunicación. Su ámbito de investigación ha sido el procesado de señal e información, y su aplicación a las comunicaciones inalámbricas. Entre otras, mantiene una colaboración en este ámbito de investigación con la Universidad de Minnesota, en la que hizo una estancia en el año 2010. En 2013, y tras otra estancia de investigación en el Massachusetts Institute of Technology (MIT), amplió su ámbito de investigación al procesado de información en problemas de salud (Big Data & eHealth).
En 1999 obtuvo la plaza de profesor titular en el área de Teoría de la Señal y Comunicaciones en la Universidad Carlos III de Madrid. En 2003 recala en la URJC y en 2011 obtiene su cátedra universitaria. Desde 2005 hasta enero de 2017 fue director de la Escuela Técnica Superior de Ingeniería de Telecomunicación. En 2017 asume como rector de la URJC, sucediendo a Fernando Suárez tras el descubrimiento de un elevado número de plagios que involucró a una veintena de académicos del plantel.
Sin embargo, la elección de Javier Ramos no estuvo exenta de polémica, toda vez que se cuestionó sus vínculos con una empresa de software durante el periodo en que ejerció como decano de la Escuela de Telecomunicaciones, en directa contravención con la ley de incompatibilidad. Al día de hoy, en calidad de rector, representa la máxima autoridad académica de la URJC. Renovó su rectorado el 29 de junio de 2021 de la mano de Isabel Díaz Ayuso, presidenta de la Comunidad de Madrid.
Su mandato finalizó tras las elecciones a rector del 6 de mayo de 2025, en las que no presentó su candidatura tras más de 8 años al frente de la institución, siendo sustituido por Abraham Duarte Muñoz.

## Implicación en el caso máster
En marzo de 2018 se vio envuelto en el escándalo del máster de fin de grado de la presidenta de la Comunidad de Madrid, Cristina Cifuentes. El periódico digital elDiario.es publicó que el expediente del máster realizado por ésta en la Universidad Rey Juan Carlos presentaba aparentes inconsistencias, tales como notas modificadas por personas no autorizadas, firmas de actas falsificadas, o que el Trabajo Fin de Máster (TFM), obligatorio para obtenerlo, no aparecía, entre otros. A raíz del escándalo, durante su mandato, Javier Ramos, ha contado con los servicios de auditores externos que han analizado los puntos débiles de los procedimientos de matriculación, evaluación y seguimiento de expediente. Además, se han cambiado aquellos en los que había un mínimo riesgo de fisura. De esta manera, la Universidad Rey Juan Carlos se convirtió en el año 2021, en la universidad española más transparente según un informe de la 'Fundación haz'.